# LHK Jestřábi Prostějov
Der LHK Jestřábi Prostějov ist ein tschechischer Eishockeyclub aus Prostějov, der seit 2014 an der zweiten Spielklasse Tschechiens, der 1. Liga teilnimmt. Er ist der Nachfolgeverein des HC Prostějov, der 1913 als Sportovní klub Prostějov gegründet wurde.

## Geschichte

Logo des SK Prostějov

Der Ursprungsverein wurde 1913 unter dem Namen Sportovní klub Prostějov gegründet. 1948 wurde der Verein in Sokol II Prostějov, 1950 in Sokol ČSSZ Prostějov, 1953 in Tatran Prostějov und 1956 in Slovan Prostějov umbenannt. Im Dezember 1959 fusionierte der Verein mit Baník Prostějov zum TJ Železárny Prostějov – unter diesem Namen spielte der Club bis 1969. Danach spielte man bis Ende der 1980er Jahre als TJ Prostějov, bevor er der Verein in HKC Prostějov umbenannt wurde. 1995 übernahm die BH Sport Prostějov den Spielbetrieb, die aber 1997 wieder verschwand. Danach übernahm die IHC Prostějov, s.r.o. den Spielbetrieb, verkaufte aber nach der Saison 1997/98 die Lizenz an den HC Rosice. Daher nahm der IHC Prostějov 1998/99 an der 2. Liga teil, die er gewinnen konnte und damit wieder in die 1. Liga aufstieg. Mit dem Aufstieg verbunden war eine erneute Umbenennung in Hockey Club Prostějov s.r.o., kurz HC Prostějov.
Am Ende der Saison 2003/04 verlor der Club die Relegation um den Verbleib in der 1. Liga und stieg ab. Daraufhin löste der Club sich auf. Parallel dazu gründete sich der heutige HK Jestřábi Prostějov, der die Lizenz des HC erwarb und in der Saison 2004/05 Meister der 2. Liga wurde. Zwischen 2005 und 2008 spielte der Verein wieder in der 1. Liga, bevor er 1998 in die 2. Liga abstieg.
2014 schaffte der Klub nach dem ersten Platz nach der Vorrunde Ost und dem Gewinn des Ost-Finales in der Relegation zur 1. Liga den Aufstieg in diese.

## Erfolge
- Gewinn des Tatranský pohár 1932, 1946, 1952
- Meister der 2. Liga 1999 (als HC Prostějov) und 2005
- Aufstieg in die 1. Liga 1999, 2005 und 2014
- Teilnahme am IIHF Continental Cup 2001/02, Erreichen der dritten Runde

## Bekannte ehemalige Spieler
- Armands Bērziņš
- Vlastimil Lakosil
- Lolek Cetkovský
- Stanislav Bábek
- Oldřich Macháč
- Ladislav Svozil[3]
- František Ševčík
- Michal Grman
- Ján Homér
- Petr Kumstát
- Karel Rachůnek